# Христо Маринчев (Държавна сигурност)
 Тази статия е за генерала.  За футболиста вижте Христо Маринчев.  
Христо Кирилов Маринчев е български офицер от Държавна сигурност (полковник).
Той е дългогодишен служител на политическата полиция, в която работи върху поставянето под контрола на тоталитарния комунистически режим на Българската православна църква, като през последните години на режима до голяма степен определя политиката му спрямо Църквата.

## Биография
Христо Маринчев е роден на 10 септември 1928 година в Шумен в работническо семейство. Баща му, родом от Плиска, е тухлар, който от 1930 година членува в Българската комунистическа партия (БКП), а по-късно подпомага партизаните. Христо Маринчев завършва вечерна гимназия в Шумен, докато работи в редакцията на местния вестник „Освобождение“, като по това време става член на комунистическия Работнически младежки съюз. През 1950 година постъпва във Военното училище „Васил Левски“ в София, където на 6 юли 1951 година става член на БКП.
Маринчев прекъсва обучението си във военното училище, след като на 9 септември 1951 година е назначен в следствения отдел на военното контраразузнаване на Държавна сигурност. Според обичайната практика по това време той става следовател без юридическо образование, като след назначаването си преминава тримесечен специален курс. Веднага започва да работи активно, като води и следствия по честите по това време дела за шпионаж. На 5 октомври 1953 година е повишен в старши лейтенант. През 1954 – 1956 година учи във Висшата школа „Георги Димитров“. След това е върнат в обособеното в самостоятелен отдел следствие на Държавна сигурност, където продължава да работи по линия на армията, като на 9 октомври 1956 година е повишен в капитан.
През октомври 1958 година Христо Маринчев е прехвърлен в отделението „Духовенство и секти“ на Трето управление (политическа полиция), където първоначално отговаря за православното духовенство в Южна България, Духовната академия и част от администрацията на Светия синод. Още на следващата година спомага за разкриването на 19 свещеници и църковни служители, които са обвинени в присвояването на 1 млн. лв. при търговия с църковни свещи и календарчета. Двама свещеници са осъдени на смърт, а останалите на различни срокове затвор, при което според служебната документация са създадени „благоприятни условия за разложение на православната църква“ и за разширяване на агентурната мрежа в църковните среди. На 2 ноември 1960 година е повишен в майор.
През следващите години Маринчев продължава успешната си работа в политическата полиция, вербувайки ценни агенти, като архимандрит Симеон, който е изпратен на работа в чужбина. През ноември 1965 година е повишен в подполковник, а на 20 ноември 1967 година става заместник-началник на отделение в политическата полиция, по това време реорганизирана в Шесто управление. Междувременно той започва да учи в Софийския университет, където през 1970 година завършва специалност „История и археология“. На 16 декември 1970 година е прехвърлен в 07 отдел (тероризъм, бягства от страната, анонимна дейност, издирване на лица) на Шесто управление, където на 23 юли 1971 година става началник на отделение, а на 25 август същата година е повишен в полковник.
На 24 юли 1972 година Христо Маринчев е назначен в новосъздадения 14 отдел (културно-историческо разузнаване) в Първо главно управление на Държавна сигурност, където му е възложена работата в Гърция и Кипър и по-конкретно в Зографския манастир в Света гора. През 1973 година е назначен и на прикритие като служител на Националния институт за паметниците на културата. На 4 юни 1974 година е повишен в началник на отделение, а на 3 септември 1975 година, след като успешно вербува гръцки агент, става заместник-началник на 14 отдел. През 1975 година прикритието му е променено на служител в Ефория „Зограф“, а от 1 октомври 1977 година формално е началник на отдел „Паметници на религиозните култове“ в Комитета по църковните въпроси към външното министерство, като през следващите години на практика е оперативен ръководител на комитета.
През 1979 година Маринчев ръководи деликатните преговори с избягалия нелегално в Съединените щати сътрудник на Държавна сигурност епископ Симеон, когото по-рано лично е вербувал, като успява да постигне компромис и да предотврати дезертирането му. По това време той координира и операция, насочена към Зографския манастир, която успява да стабилизира финансовото му състояние, като българското правителство ремонтира две притежавани от манастира сгради в Солун, които той почва да дава под наем. Същевременно активната намеса на Държавна сигурност в работата на манастира създава противоречия между монасите. В началото на 80-те години Христо Маринчев е основен организатор на Операция „Маратон“, при която оригиналният ръкопис на „История славянобългарска“ на Паисий Хилендарски е откраднат от Зографския манастир и пренесен нелегално в България, където остава скрит в архивите на Държавна сигурност през следващото десетилетие. През лятото на 1987 година в своето прикритие на дипломатически служител Христо Маринчев е повишен в ранг на пълномощен министър за заслугите си в провеждането на политиката на режима спрямо Българската православна църква.
Успешната кариера на Христо Маринчев в Държавна сигурност и Външното министерство приключва внезапно в края на 1988 година след задълбочаващ се конфликт с прекия му ръководител в Комитета по църковните въпроси Любомир Попов. На 8 ноември 1988 година вътрешният министър Димитър Стоянов издава заповед за пенсионирането му от Държавна сигурност, считано от 1 април следващата година, а в края на март е пенсиониран и от Комитета по църковните въпроси. Повод за това изглежда става успешното лансирани от Маринчев на неговия племенник Кирил за варненски митрополит, въпреки съгласуването преди това от Попов и патриарх Максим на друг кандидат.
На 23 май 1993 година, при нелеп инцидент с автомобила си, в Гърция, загива неговият син Кирил Маринчев.
Христо Маринчев умира през септември 2000 година в болницата в Нови пазар, няколко дни след тежко падане от велосипед в Плиска, където живее след пенсионирането си.

## Награди
- Медал „МВР“ I степен (4 август 1968)[11]
- Медал „30 години МВР“ (15 август 1974)[14]
- Медал „100 години от Освобождението на България“ (22 декември 1978)[14]
- Орден „9 септември 1944“ II степен (1978)[14]
- Медал „1300 години България“ (3 ноември 1981)[14]
- Медал „За заслуги за сигурността и обществения ред“ (1 септември 1982)[14]
- Орден „За воинска доблест и заслуга“ (8 март 1989)[22]